# Issoria valdiviana
Issoria valdiviana är en fjärilsart som beskrevs av Philippi 1860. Issoria valdiviana ingår i släktet Issoria och familjen praktfjärilar. Inga underarter finns listade i Catalogue of Life.